# Europese kampioenschappen kyokushin karate 2017 (IKO Matsushima)
De Europese kampioenschappen kyokushin karate 2017 waren door de International Karate Organisation Matsushima (IKO) georganiseerde kampioenschappen voor kyokushinkai karateka's. De tiende editie van de Europese kampioenschappen vond plaats in het Spaanse Santa Susanna van 28 tot 29 oktober 2017.

## Resultaten
| Gewichtsklasse | Goud             | Zilver            | Brons                        |
| -------------- | ---------------- | ----------------- | ---------------------------- |
| Lichtgewicht   | Anatolii Tomarov | Denys Maxymov     | Davit Gaboyan Ramin Ashouri  |
| Middengewicht  | Sergey Doronin   | Maxym Maxymov     | Alfredo Toledo Enrique Calvo |
| Zwaargewicht   | Ali Orace        | Alexey Feoktistov | Sajjad Mohajeri Hector Munoz |